# Vadouvan
 (octobre 2017).
Si vous disposez d'ouvrages ou d'articles de référence ou si vous connaissez des sites web de qualité traitant du thème abordé ici, merci de compléter l'article en donnant les références utiles à sa vérifiabilité et en les liant à la section « Notes et références ».

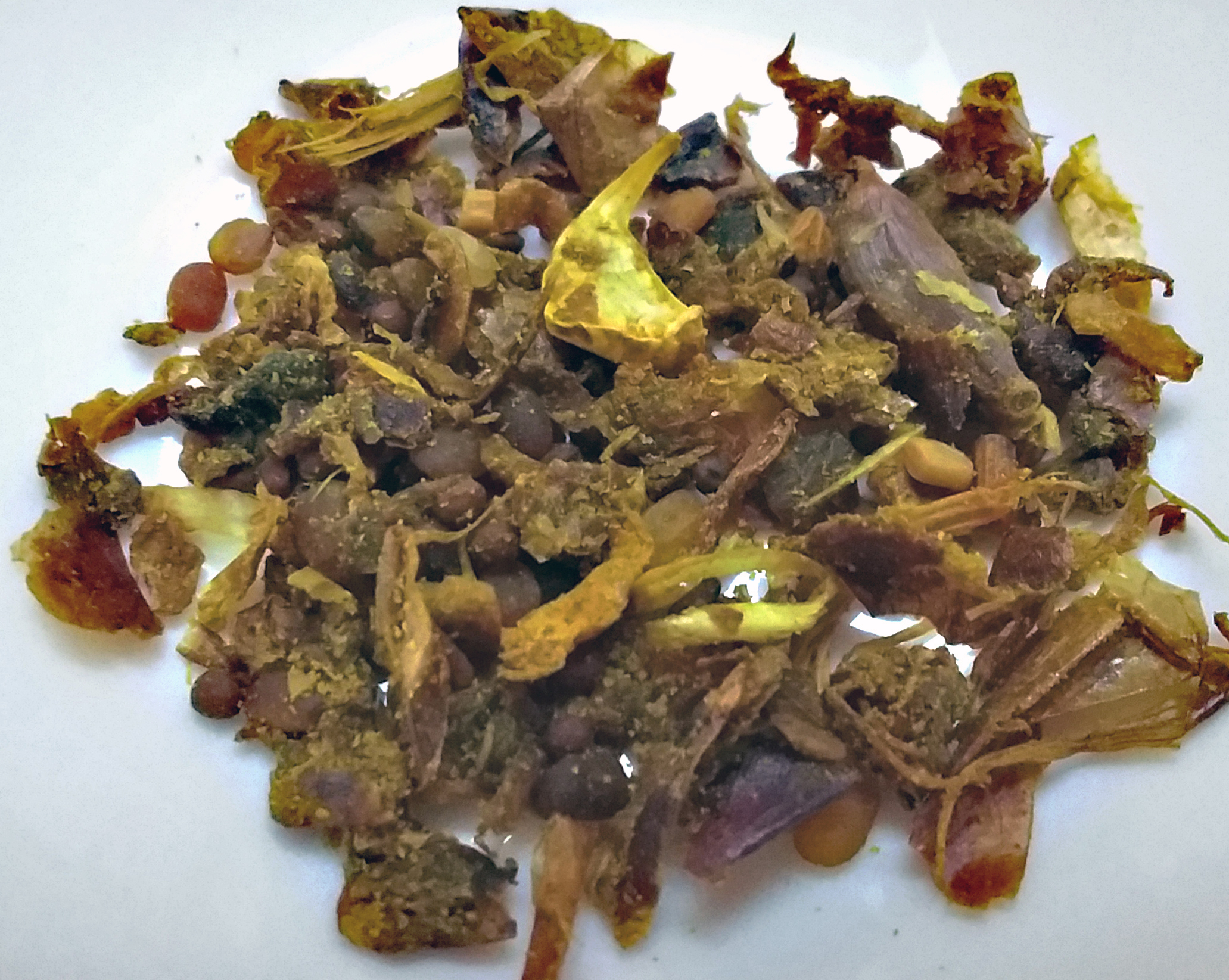

Le vadouvan ou curry français est un mélange de condiments et d'épices indien. Le mélange peut varier et peut se trouver sous forme de pâte ou bien moulu en grains. Il est généralement composé d'oignons, d'échalotes, d'ail, de graines de moutarde, de cumin, de fenugrec, de sel,de poivre, de curcuma parfois et d'huile (quand le mélange est sous forme de pâte). L'origine de cette épice est attribué à Pondichéry, ancien comptoir français.